# Chinasat 5E
O Chinasat 5E, também conhecido por Zhongxing 5E (ZX-5E), antigo Apstar 1, foi um satélite de comunicação geoestacionário chinês que foi construído pela Hughes, ele esteve localizado na posição orbital de 163 graus de longitude leste e foi operado inicialmente pela APT Satellite Holdings Limited e posteriormente pela China Satcom. O satélite foi baseado na plataforma HS-376 e sua expectativa de vida útil era de 9 anos. O mesmo saiu de serviço em janeiro de 2014 e foi transferido para a órbita cemitério.

## Lançamento
O satélite foi lançado com sucesso ao espaço no dia 21 de julho de 1994, por meio de um veiculo Longa Marcha 3 lançado a partir do Centro Espacial de Xichang, na China. Ele tinha uma massa de lançamento de 1 400 kg.

## Capacidade e cobertura
O Chinasat 5E era equipado com 24 (mais 6 de reserva) transponders em banda C para fornecer serviços de comunicações para aplicações governamentais.